# Araucanioperla
Araucanioperla är ett släkte av bäcksländor. Araucanioperla ingår i familjen Gripopterygidae.
Kladogram enligt Catalogue of Life:
| Araucanioperla | \| \| Araucanioperla brincki \| \| \| \| \| \| Araucanioperla bullocki \| \| \| \| |
|                | \| \| Araucanioperla brincki \| \| \| \| \| \| Araucanioperla bullocki \| \| \| \| |
|                | Araucanioperla brincki                                                             |
|                |                                                                                    |
|                | Araucanioperla bullocki                                                            |
|                |                                                                                    |